# Université Grenoble Alpes
Université Grenoble Alpes (UGA) – francuska uczelnia publiczna, położona w regionie Grenoble.
Uniwersytet w Grenoble (Université de Grenoble) powstał w 1339 jako uczelnia z 4 wydziałami: medycyny, sztuk wyzwolonych (nauki ścisłe i literatura), prawa kanonicznego i prawa cywilnego. Od początku próbował naśladować Sorbonę, rywalizując zarazem z Université de Lyon, a następnie także założonym w 1452 Université de Valence.
Po raz pierwszy uczelnia zamknięta została w 1367. Po reaktywacji przetrwała do rewolucji francuskiej, w czasie której w 1793 przestała istnieć.
W 1806 utworzono w jej miejsce Ecole de Droit de Grenoble (późniejszy Wydział Prawa uniwersytetu). Dwa lata później z inicjatywy Napoleona powstał tu Université Impériale.
W 1811 Joseph Fourier, matematyk i prefekt Isère, stworzył Wydział Nauk, a w 1841 powstała przygotowawcza szkoła medycyny i farmacji (Ecole préparatoire de médecine et de pharmacie. W 1879 na Place de Verdun otwarto Palais de l'Université de Grenoble. Miasto stało się w ten sposób siedzibą akademii posiadającej Wydziały Prawa, Literatury i Nauk.
W 1904 powstał Instytut Fonetyki (Institut de phonétique), a następnie Instytut Geografii Alp (Institut de géographie alpine).
W 1971 w miejsce dawnych wydziałów utworzono trzy odrębne uniwersytety dyscyplinarne: Uniwersytet Naukowo-Medyczny (Grenoble 1), Uniwersytet Nauk Humanistycznych i Społecznych (Grenoble 2) i Uniwersytet Języków i Literatury (Grenoble 3). Ponadto utworzono w mieście Politechnikę (Institut Polytechnique de Grenoble).
Podział ten funkcjonował do 2016, kiedy z trzech uniwersytetów w Grenoble: Université Joseph Fourier (Grenoble 1), Université Pierre-Mendès-France (Grenoble 2) i Université Stendhal (Grenoble 3) powstał nowy uniwersytet o nazwie Université Grenoble Alpes.